# Dipoena opana
Dipoena opana är en spindelart som beskrevs av Claude Lévi 1963. Dipoena opana ingår i släktet Dipoena och familjen klotspindlar. Inga underarter finns listade i Catalogue of Life.